# Israël Katz
Pour les articles homonymes, voir Katz.
Israël Katz (en hébreu : יִשְׂרָאֵל כַּץ Yisrael Katz), né le 21 septembre 1955 à Ashkelon, est un homme politique israélien, actuellement ministre de la Défense.
Il a auparavant exercé les fonctions de ministre de l'Agriculture, ministre des Transports, ministre du Renseignement, ministre des Finances, ministre de l'Énergie, ministre des Affaires étrangères et ministre de la Défense.
Proche de Benyamin Netanyahou, il se positionne politiquement à la droite radicale.

## Jeunesse
Israël Katz est né à Ashkelon. Ses parents Meir Katz et sa mère Malka (Nira), née Deutsch étaient des survivants de la Shoah dans la région de Maramureș en Roumanie.
Il s'est enrôlé dans l'armée israélienne en 1973. Il s'est ensuite porté volontaire comme parachutiste dans la brigade des parachutistes. Il a servi comme soldat et chef d'escouade. En 1976, il est devenu officier d'infanterie après avoir terminé l'école des aspirants-officiers et est retourné à la brigade des parachutistes en tant que chef de peloton. Après sa démobilisation en 1977, il a étudié à l'Université hébraïque de Jérusalem, et a obtenu un BA et une maîtrise. Pendant ses études à l'Université hébraïque au début des années 1980, il était président du syndicat des étudiants.
En mars 1981, il a été suspendu pendant un an pour sa participation à des activités violentes pour protester contre la violence arabe sur le campus, notamment en emprisonnant le recteur Raphael Mechoulam dans sa chambre en guise de protestation.

## Carrière politique
Israël Katz était à la 34e place sur la liste Likoud-Gesher-Tzomet pour les élections de 1996, mais n'a pas été élu puisque la coalition ne remporte que 32 sièges. Cependant, il est entré à la Knesset en novembre 1998 en remplacement d'Ehud Olmert. Il a été élu en 1999 et réélu en 2003, et a été nommé ministre de l'Agriculture dans le deuxième gouvernement d'Ariel Sharon en 2003. Katz quitte le cabinet en janvier 2006 après la scission Likoud-Kadima, et a été réélu aux élections de 2006.
En janvier 2004, Katz annonce un plan visant à augmenter considérablement le nombre de colons sur le Plateau du Golan. En mars 2004, il suggère de faire un référendum parmi tous les membres du Likoud, ce qui permet au Premier Ministre Ariel Sharon, souhaitant mobiliser l'opinion publique sur son plan de désengagement de Gaza de contourner l'opposition au sein du Likoud, dominée par une pression des colons israéliens.
Benyamin Netanyahou, Silvan Shalom et Limor Livnat, Katz ont annoncé qu'ils démissionneraient du gouvernement dans les deux semaines si Sharon n'acceptait pas d'organiser un référendum national sur le plan de retrait. Au même moment, il fait pression avec l' Organisation sioniste mondiale pour que 32 milliards de dollars soient mis de côté pour fournir des subventions aux colonies de Cisjordanie.
Aux élections de 2009, Katz conserve son siège en étant à la 11e place de la liste du Likoud. 
Il est nommé ministre des Transports dans le deuxième gouvernement Netanyahou. En juillet 2009, il a décidé de remplacer les panneaux de signalisation en Israël par de nouveaux afin que tous les noms apparaissant dessus en anglais et en arabe soient une translittération directe de leurs noms hébreux, au lieu d'être directement en anglais et en arabe.
Il rejette en 2009 la demande américaine de geler la colonisation de la Cisjordanie. En 2011, il a décidé de subventionner les billets de bus dans les colonies israéliennes de Cisjordanie occupée, une mesure en faveur des colons, et a milité pour le maintien des bus ségrégués hommes-femmes, contre l’avis de son ministère.
Katz a été réélu en 2013 et reste ministre des Transports dans le troisième gouvernement Netanyahou. Il est réélu lors des élections législatives de 2015, en étant placé quatrième sur la liste du Likoud, il est nommé ministre du Renseignement et des Transports dans le quatrième gouvernement Netanyahou.
Le 17 février 2019, Benjamin Netanyahou abandonne son poste de ministre des Affaires étrangères et le cède à Israël Katz. Le 17 mai 2020, Katz devient ministre des Finances dans le cinquième gouvernement Netanyahou.
Pendant les Élections municipales en Turquie il félicite le maire d’Istanbul (Ekrem Imamoglu) et le maire d’Ankara (Mansur Yavas) pour leur victoire face à l’AKP d’Erdogan de tendance islamo-conservatrice.
Le 1er janvier 2024, il devient ministre des Affaires étrangères pour une deuxième fois dans le sixième gouvernement Netanyahou, succédant à Eli Cohen.
Il est ensuite nommé ministre de la Défense début novembre 2024. Il promet de poursuivre la guerre au Liban, écartant tout cessez-le-feu tant qu’Israël n'aura pas réalisé ses objectifs de guerre.
Une de ses premières décisions comme ministre de la Défense a consisté à mettre fin à la possibilité d’incarcérer un colon juif sous le statut dit des « détentions administratives », qui permet d’emprisonner quiconque pour « menace à la sécurité » sans notification du délit supposé, sans jugement, et sans limite de temps. Cette décision permet la libération des 16 colons emprisonnés pour des attaques contre les Palestiniens dans les territoires occupés. Le journal Haaretz y voit une « officialisation de l’apartheid », puisque des milliers de Palestiniens continuent d’être détenus sous ce statut.
En décembre 2024, après le renversement du président syrien Bachar el-Assad par des factions rebelles, l'armée israélienne lance des centaines de raids aériens en Syrie pour détruire la plus grande partie de l'équipement militaire de l'armée syrienne, tandis que des troupes au sol procèdent à l'invasion de territoires syriens proches de la frontière. L'occupation de territoires syriens est d'abord présentée comme provisoire, avant qu'Israel Katz n'annonce fin janvier 2025 qu'elle durera indéfiniment.
Après l'entrée en vigueur d'un cessez-le-feu à Gaza en janvier 2025 Israël déclenche une offensive contre plusieurs camps de réfugiés en Cisjordanie occupée. En un mois, des bulldozers blindés ont fait des ravages dans les camps de la région, coupant notamment l'approvisionnement en eau en brisant les canalisations, et détruisant des dizaines de maisons. Des dizaines de personnes sont tuées, dont des enfants. Au 23 février, Israël Katz annonce que Tsahal a fini de vider les camps de réfugiés de Jénine, Tulkarem et Nour Shams de leurs habitants et interdirait leur retour,.

## Opinions

### Colonisation de la Palestine
Katz est considéré comme un partisan d'une ligne dure au sein du gouvernement israélien à l'encontre des Palestiniens. Il adopte un point de vue annexionniste de la Cisjordanie ; il soutient la construction de colonies, souhaitant étendre l'entière souveraineté israélienne à l'ensemble de la Palestine et rompre toutes relations avec l'Autorité palestinienne. Il s'oppose à la solution à deux États et à la création d'un État palestinien.

### Déclarations sur la destruction du peuple palestinien
Il affirme en octobre 2023, au début de la guerre de Gaza, que « toute la population civile de Gaza a reçu l’ordre de partir immédiatement. Nous gagnerons. Ils ne recevront pas une goutte d’eau, ni une seule pile jusqu’à ce qu’ils quittent la terre ». Ses propos sont par la suite cités devant la Cour internationale de justice (CIJ) dans le cadre du procès pour génocide intenté par l’Afrique du Sud à l’encontre d’Israël.
Le 19 mars 2025, après la rupture du cessez-le-feu à Gaza, il avertit les « résidents de Gaza » : « Il s’agit du dernier avertissement. (…) Suivez le conseil du président des Etats-Unis : rendez les otages et jetez dehors le Hamas, et de nouvelles options s’ouvriront pour vous – y compris la relocalisation dans d’autres parties du monde pour ceux qui en font le choix. L’alternative est la destruction et la dévastation totale. » Selon les juristes Julian Fernandez et Olivier de Frouville, le projet exprimé par Israël Katz est conforme à la définition juridique du génocide. »

### Peuple polonais
Lors d'une interview à la télévision israélienne, Katz cite Yitzhak Shamir et déclare que les Polonais « téteraient l'antisémitisme avec le lait de leur mère »  et accuse tous les Polonais de nourrir un antisémitisme « inné », ce qui aurait annulé la visite du Premier Ministre polonais Mateusz Morawiecki en Israël en février 2019, précisant que les propos étaient « inacceptables » et « racistes ».

### Turquie
En août 2014, le Premier ministre Recep Tayyip Erdoğan accuse Israël d'avoir tenté un « génocide systématique » des Arabes palestiniens à Gaza, en raison de l'« Opération Bordure Protectrice » menée contre la bande de Gaza. Katz rappelle publiquement à Erdoğan le génocide arménien en 1915, et évoque que « En 1915, les Turcs ont massacré un million et demi d'Arméniens et il nous accuse, nous qui combattons ses amis du mouvement islamique, de génocide ? Qui veut une relation avec une telle personne ? ».

### Espagne
Il annonce en mai 2024 en tant que ministre israélien des Affaires étrangères : «J'ai décidé de couper le lien entre la représentation (diplomatique) espagnole en Israël et les Palestiniens, et d'interdire au consulat d'Espagne à Jérusalem de fournir des services aux Palestiniens de Cisjordanie ». Cette décision intervient en représailles à la reconnaissance par Madrid de l'État de Palestine et à un « appel antisémite » d'une ministre espagnole qui avait appelé à la « libération » de la Palestine.

### Iran
Il affirme pendant la guerre Israël-Iran que l'ayatollah Khamenei ne pouvait « pas continuer à exister » et qu’Israël l'aurait assassiné si l'occasion s'était présentée.

### Union européenne
Le 14 septembre 2024, il qualifie d’« antisémite » le haut représentant de l'UE pour les affaires étrangères, Josep Borrell, qui s’était dit « scandalisé » après la mort d’employés de l’ONU dans une attaque israélienne à Gaza.

### Nations unies
Il se montre fermement hostile à l'Organisation  des nations unies et à ses institutions. Il fait déclarer le 2 octobre 2024 le secrétaire général de l'ONU, Antonio Guterres, persona non grata en Israël, l'accusant dans un communiqué de soutenir « les terroristes, les violeurs et les assassins » après un appel de celui-ci à la désescalade et au cessez-le-feu au Moyen Orient. Il demande par ailleurs la démission de Philippe Lazzarini, commissaire général de l’UNRWA, l’agence pour les réfugiés palestiniens, et lui interdit de se rendre dans la bande de Gaza. Après avoir mené une bataille diplomatique contre l’UNRWA, il fait notifier en novembre 2024 à l'ONU qu'Israël annulait ses accords avec l'agence après l'avoir déclaré organisation terroriste.